# Admiral of the Navy

Insignier.

Admiral of the Navy är den högsta graden i USA:s flotta.
Titelns ende innehavare är amiral George Dewey under det spanskamerikanska kriget. Det var ursprungligen en fyrstjärnig grad men då den senare instiftade graden Fleet Admiral är femtjärnig anses den numera vara sexstjärnig.